# Tvillingfläckad fältmätare
Tvillingfläckad fältmätare (Mesotype didymata) är en fjärilsart som först beskrevs av Carl von Linné 1758.  Enligt Dyntaxa ingår tvillingfläckad fältmätare  ingår i släktet Mesotype men enligt Catalogue of Life är tillhörigheten istället släktet Colostygia. Enligt båda källorna tillhör tvillingfläckad fältmätare  familjen mätare, Geometridae. Arten är reproducerande i Sverige. Inga underarter finns listade i Catalogue of Life.

## Bildgalleri

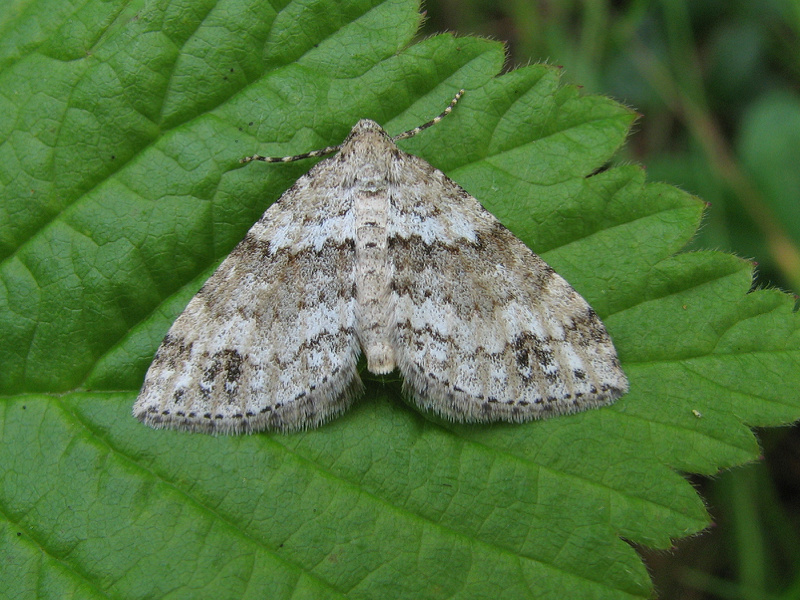
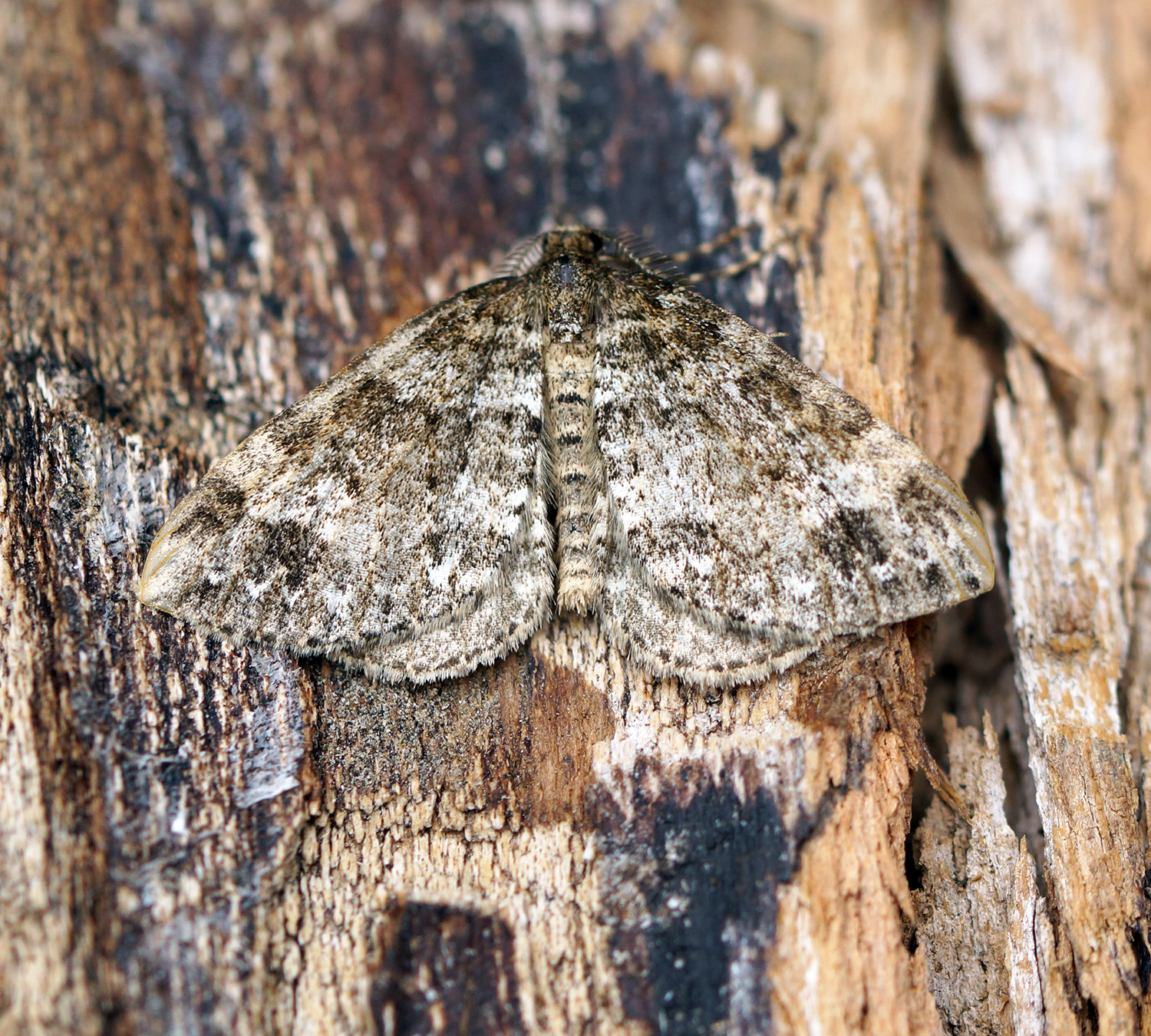